# Millerettidae
I millerettidi (Millerettidae), noti anche come millerosauri (Millerosauria), sono un piccolo gruppo di rettili anapsidi vissuti nel Permiano superiore (circa 250 milioni di anni fa), i cui resti sono stati rinvenuti esclusivamente in Sudafrica.

## Classificazione
All'inizio del secolo scorso si pensava che i millerettidi, lunghi fino a 60 centimetri, fossero i probabili progenitori delle attuali lucertole: questa credenza era dovuta alla forma generale del corpo di questi animali, e soprattutto al fatto che i millerettidi presentavano una  "finestra" per ogni lato del cranio; questa caratteristica faceva supporre che fossero antenati dei diapsidi, il grande gruppo che comprende lucertole, serpenti e coccodrilli. Analisi filogenetiche, in ogni caso, hanno dimostrato che i millerettidi evolsero indipendentemente questa caratteristica.
La struttura dell'osso quadrato suggerisce che i millerettidi possedessero un timpano, e che quindi potessero sentire suoni aerei ad alta frequenza. Gli ossicini dell'orecchio medio, però, erano ancora robusti, e ciò suggerisce che i millerettidi non possedevano un udito paragonabile a quello di altri gruppi di anapsidi evoluti, come le tartarughe e i procolofoni. Tra le forme più note, da citare Milleretta rubidgei e Millerosaurus.

### Filogenesi
Il seguente cladogramma indica la posizione filogenetica dei millerettidi (Ruta et al., 2011):
|  | Brazilosaurus sanpauloensis |
|  |                             |
|  | Mesosaurus tenuidens        |
|  |                             |
|  | Stereosternum tumidum       |
|  |                             |

|  | "Millerosaurus" nuffieldi                                                    |
|  |                                                                              |
|  | \| \| Milleropsis pricei \| \| \| \| \| \| Millerosaurus ornatus \| \| \| \| |
|  |                                                                              |
|  | Milleropsis pricei                                                           |
|  |                                                                              |
|  | Millerosaurus ornatus                                                        |
|  |                                                                              |

|  | Milleropsis pricei    |
|  |                       |
|  | Millerosaurus ornatus |
|  |                       |

|  | "Millerosaurus" nuffieldi                                                    |
|  |                                                                              |
|  | \| \| Milleropsis pricei \| \| \| \| \| \| Millerosaurus ornatus \| \| \| \| |
|  |                                                                              |
|  | Milleropsis pricei                                                           |
|  |                                                                              |
|  | Millerosaurus ornatus                                                        |
|  |                                                                              |

|  | Milleropsis pricei    |
|  |                       |
|  | Millerosaurus ornatus |
|  |                       |

|  | "Millerosaurus" nuffieldi                                                    |
|  |                                                                              |
|  | \| \| Milleropsis pricei \| \| \| \| \| \| Millerosaurus ornatus \| \| \| \| |
|  |                                                                              |
|  | Milleropsis pricei                                                           |
|  |                                                                              |
|  | Millerosaurus ornatus                                                        |
|  |                                                                              |

|  | Milleropsis pricei    |
|  |                       |
|  | Millerosaurus ornatus |
|  |                       |

|  | "Millerosaurus" nuffieldi                                                    |
|  |                                                                              |
|  | \| \| Milleropsis pricei \| \| \| \| \| \| Millerosaurus ornatus \| \| \| \| |
|  |                                                                              |
|  | Milleropsis pricei                                                           |
|  |                                                                              |
|  | Millerosaurus ornatus                                                        |
|  |                                                                              |

|  | Milleropsis pricei    |
|  |                       |
|  | Millerosaurus ornatus |
|  |                       |

|  | Australothyris smithi   |
|  |                         |
|  | Microleter mckinzieorum |
|  |                         |
|  | Ankyramorpha            |
|  |                         |

|  | "Millerosaurus" nuffieldi                                                    |
|  |                                                                              |
|  | \| \| Milleropsis pricei \| \| \| \| \| \| Millerosaurus ornatus \| \| \| \| |
|  |                                                                              |
|  | Milleropsis pricei                                                           |
|  |                                                                              |
|  | Millerosaurus ornatus                                                        |
|  |                                                                              |

|  | Milleropsis pricei    |
|  |                       |
|  | Millerosaurus ornatus |
|  |                       |

|  | "Millerosaurus" nuffieldi                                                    |
|  |                                                                              |
|  | \| \| Milleropsis pricei \| \| \| \| \| \| Millerosaurus ornatus \| \| \| \| |
|  |                                                                              |
|  | Milleropsis pricei                                                           |
|  |                                                                              |
|  | Millerosaurus ornatus                                                        |
|  |                                                                              |

|  | Milleropsis pricei    |
|  |                       |
|  | Millerosaurus ornatus |
|  |                       |

|  | "Millerosaurus" nuffieldi                                                    |
|  |                                                                              |
|  | \| \| Milleropsis pricei \| \| \| \| \| \| Millerosaurus ornatus \| \| \| \| |
|  |                                                                              |
|  | Milleropsis pricei                                                           |
|  |                                                                              |
|  | Millerosaurus ornatus                                                        |
|  |                                                                              |

|  | Milleropsis pricei    |
|  |                       |
|  | Millerosaurus ornatus |
|  |                       |

|  | "Millerosaurus" nuffieldi                                                    |
|  |                                                                              |
|  | \| \| Milleropsis pricei \| \| \| \| \| \| Millerosaurus ornatus \| \| \| \| |
|  |                                                                              |
|  | Milleropsis pricei                                                           |
|  |                                                                              |
|  | Millerosaurus ornatus                                                        |
|  |                                                                              |

|  | Milleropsis pricei    |
|  |                       |
|  | Millerosaurus ornatus |
|  |                       |

|  | Australothyris smithi   |
|  |                         |
|  | Microleter mckinzieorum |
|  |                         |
|  | Ankyramorpha            |
|  |                         |

|  | Brazilosaurus sanpauloensis |
|  |                             |
|  | Mesosaurus tenuidens        |
|  |                             |
|  | Stereosternum tumidum       |
|  |                             |

|  | "Millerosaurus" nuffieldi                                                    |
|  |                                                                              |
|  | \| \| Milleropsis pricei \| \| \| \| \| \| Millerosaurus ornatus \| \| \| \| |
|  |                                                                              |
|  | Milleropsis pricei                                                           |
|  |                                                                              |
|  | Millerosaurus ornatus                                                        |
|  |                                                                              |

|  | Milleropsis pricei    |
|  |                       |
|  | Millerosaurus ornatus |
|  |                       |

|  | "Millerosaurus" nuffieldi                                                    |
|  |                                                                              |
|  | \| \| Milleropsis pricei \| \| \| \| \| \| Millerosaurus ornatus \| \| \| \| |
|  |                                                                              |
|  | Milleropsis pricei                                                           |
|  |                                                                              |
|  | Millerosaurus ornatus                                                        |
|  |                                                                              |

|  | Milleropsis pricei    |
|  |                       |
|  | Millerosaurus ornatus |
|  |                       |

|  | "Millerosaurus" nuffieldi                                                    |
|  |                                                                              |
|  | \| \| Milleropsis pricei \| \| \| \| \| \| Millerosaurus ornatus \| \| \| \| |
|  |                                                                              |
|  | Milleropsis pricei                                                           |
|  |                                                                              |
|  | Millerosaurus ornatus                                                        |
|  |                                                                              |

|  | Milleropsis pricei    |
|  |                       |
|  | Millerosaurus ornatus |
|  |                       |

|  | "Millerosaurus" nuffieldi                                                    |
|  |                                                                              |
|  | \| \| Milleropsis pricei \| \| \| \| \| \| Millerosaurus ornatus \| \| \| \| |
|  |                                                                              |
|  | Milleropsis pricei                                                           |
|  |                                                                              |
|  | Millerosaurus ornatus                                                        |
|  |                                                                              |

|  | Milleropsis pricei    |
|  |                       |
|  | Millerosaurus ornatus |
|  |                       |

|  | Australothyris smithi   |
|  |                         |
|  | Microleter mckinzieorum |
|  |                         |
|  | Ankyramorpha            |
|  |                         |

|  | "Millerosaurus" nuffieldi                                                    |
|  |                                                                              |
|  | \| \| Milleropsis pricei \| \| \| \| \| \| Millerosaurus ornatus \| \| \| \| |
|  |                                                                              |
|  | Milleropsis pricei                                                           |
|  |                                                                              |
|  | Millerosaurus ornatus                                                        |
|  |                                                                              |

|  | Milleropsis pricei    |
|  |                       |
|  | Millerosaurus ornatus |
|  |                       |

|  | "Millerosaurus" nuffieldi                                                    |
|  |                                                                              |
|  | \| \| Milleropsis pricei \| \| \| \| \| \| Millerosaurus ornatus \| \| \| \| |
|  |                                                                              |
|  | Milleropsis pricei                                                           |
|  |                                                                              |
|  | Millerosaurus ornatus                                                        |
|  |                                                                              |

|  | Milleropsis pricei    |
|  |                       |
|  | Millerosaurus ornatus |
|  |                       |

|  | "Millerosaurus" nuffieldi                                                    |
|  |                                                                              |
|  | \| \| Milleropsis pricei \| \| \| \| \| \| Millerosaurus ornatus \| \| \| \| |
|  |                                                                              |
|  | Milleropsis pricei                                                           |
|  |                                                                              |
|  | Millerosaurus ornatus                                                        |
|  |                                                                              |

|  | Milleropsis pricei    |
|  |                       |
|  | Millerosaurus ornatus |
|  |                       |

|  | "Millerosaurus" nuffieldi                                                    |
|  |                                                                              |
|  | \| \| Milleropsis pricei \| \| \| \| \| \| Millerosaurus ornatus \| \| \| \| |
|  |                                                                              |
|  | Milleropsis pricei                                                           |
|  |                                                                              |
|  | Millerosaurus ornatus                                                        |
|  |                                                                              |

|  | Milleropsis pricei    |
|  |                       |
|  | Millerosaurus ornatus |
|  |                       |

|  | Australothyris smithi   |
|  |                         |
|  | Microleter mckinzieorum |
|  |                         |
|  | Ankyramorpha            |
|  |                         |